# Стејџкоуч (Тексас)
Стејџкоуч (енгл. Stagecoach) град је у америчкој савезној држави Тексас. По попису становништва из 2010. у њему је живело 538 становника.

## Демографија
Према попису становништва из 2010. у граду је живело 538 становника, што је 83 (18,2%) становника више него 2000. године.
| Група             | 2000.       | 2010.       |
| Белци             | 422 (92,7%) | 456 (84,8%) |
| Афроамериканци    | 2 (0,4%)    | 8 (1,5%)    |
| Азијати           | 0 (0,0%)    | 0 (0,0%)    |
| Хиспаноамериканци | 20 (4,4%)   | 60 (11,2%)  |
| Укупно            | 455         | 538         |